# Osiedle Staszica (Wronki)
Osiedle Stanisława Staszica – osiedle położone w środkowej części Wronek.
Osiedle mieszkaniowe położone w środkowej części miasta, zabudowa wielorodzinna z przełomu XIX i XX wieku uzupełniona pojedynczymi pięciokondygnacyjnymi blokami zbudowanymi w technice wielkiej płyty. Od południa graniczy z linią kolejową i dworcem kolejowym.